# Кили, Том
Томас «Том» Фрэнсис Кили (англ. Thomas "Tom" Francis Kiely; 25 августа 1869, Каррик-он-Шур, Манстер — 6 ноября 1951, Дублин) — британский легкоатлет, чемпион летних Олимпийских игр 1904.
На Играх 1904 в Сент-Луисе участвовал только в десятиборье. Набрав 6036 очков, занял первое место и выиграл золотую медаль.